# رولا قواس
رُلى بطرس عودة قوَاس (25 فبراير 1960 - 25 يوليو 2017) أستاذة دكتورة عملت في قسم اللغة الإنجليزية في الجامعة الأردنية وناشطة ومدافعة عن حقوق المرأة، كما أنها قامت بتأسيس مركز دراسات المرأة  في الجامعة الأردنية عام 2006.

## حياتها
قامت بإدخال مساقات الدراسات النسوية إلى قسم اللغة الإنجليزية وتعد أول من درسَها، وعملت على تأسيس وحدة الإنتاج المعرفي في اللجنة الأردنية الوطنية للنساء.
حصلت على شهادة الدكتوراة من جامعة شمال تكساس في آب 1995 وكانت قد حصلت قبلها على شهادتيَ من الجامعة الأردنية: ماجستير في الأدب الإنجليزي عام 1991 , وبكالوريوس في اللغة الإنجليزية وآدابها عام 1981.
حصلت على جائزة الشرف التي تقدمها سمو الأميرة بسمة عام 2009 تقديرا لجهودها في تمكين المرأة الأردنية. وحصلت على جائزة phi kappa phi عام 1994 من جامعة شمال تكساس وحصلت على جائزة phi beta delta من نفس الجامعة. بالإضافة لحصولها على جائزة أفضل معلَم لعام 1989.
عملت الدكتورة رلى قواس عام 2012 على إنتاج فيديو توعوي بمشاركة طالبات من الجامعة الأردنية تحت اسم (هذه خصوصيتي) لتسليط الضوء على ظاهرة التحرش المنتشرة في حرم الجامعة، مما أثار غضب بعض المتابعين على مواقع التواصل الاجتماعي وعلى إثرها قامت رئاسة الجامعة بإقالتها من منصبها كعميدة لكلية اللغات الأجنبية.

## مسيرتها الأكاديمية
- مستشارة العلاقات الدولية والبرامج والبحوث في الأردن - اللجنة الوطنية للمرأة
- المديرة المؤسسة لمركز دراسات المرأة في الجامعة الأردنية (سبتمبر 2006 - سبتمبر 2008)
- مسؤولة القسم الأكاديمي في مركز دراسات المرأة التابع للجامعة الأردنية (سبتمبر 2006 - سبتمبر 2008)
- المديرة المشاركة لمشروع الوحدة العالمية، كلية شامبلان، بيرلينجتون، فيرمونت، (خريف 2006 - خريف 2008)
- المديرة المشاركة لمشروع الدراسة في الخارج، جامعة نورث كارولينا 2008
- مدرسة النسوية العربية وكتاب المرأة العربية لطلبة CIEE اتحاد التبادل التعليمي والثقافي الدولي منذ عام 2004
- عضو اللجنة الاستشارية لمشروع وكالة التنمية الكندية الدولية منذ عام 2006
- عضو في مجلس تحرير ومجلة النساء لريادة الأعمال والتعليم، خريف 2007
- قامت بزيارة الباحث العلمي في جامعة كارولينا الشمالية، تشابل هيل، 2005-2006.
- مديرة مكتب العلاقات الدولية والبرامج في الجامعة الأردنية، صيف 2004.
- أستاذ مشارك في الأدب الأمريكي في الجامعة الأردنية منذ 2002
- عميد مساعد لبرنامج evining التابع للجامعة الأردنية 2001 - 2002
- رئيس تحرير صحيفة «دراسات»، مجلة البحوث الدولية، نشرت من قبل عمادة البحث الأكاديمي في الجامعة الأردنية،1998-1999.
- درّست اللغة الإنجليزية والأدب الاستشاري في مدرسة مونتيسوري في عمان، الأردن، 1997-1998.
- رئيس قسم اللغة الإنجليزية في المدرسة الوطنية الأرثوذكسية، 1991-1992.
- أستاذة في مادة الآداب الإنجليزية في مدرسة بكالوريا عمان.1990-1991.
- مدرس اللغة الإنجليزية في المدرسة الوطنية الأرثوذكسية، 1982-92.
- مدرس اللغة الإنجليزية بمعهد الملكة نور للتدريب على الطيران المدني، 1981- 1982

## أبحاث وإصدارات[8][9]
- قدمت أطروحتها في الماجستير بعنوان "The Female Bildungsroman in the Early Part of the Twentieth Century: Has the Female Shed her Shackles!"
- أطروحتها في الدكتوراة كانت بعنوان "Weaving a new wreath of immortal leaves." إعادة تعريف الذات في الخيال- اليزابيث ستودارد
- «إيفيلينا: امرأة امرأة جديدة». ستوديا أنغليكا بوسنانينسيا
- «البحث عن أنثى بيلدونسرومان: النسويات الخيالية في غرفة المرأة ومذكرات لطبيبة.» العدد الخاص
- «قصائد الوداع لإميلي ديكنسون: هذا الكسوف الناعم». دمشق مجلة الجامعة للفنون والعلوم الإنسانية والتربوية.
- "كسر العلاقات التي تربط: التمثيل الأدبي للمرأة الجديدة في الجمعية الأمريكية. ”مجلة الدراسات الأمريكية في تركيا (JAST).
- "ويلاند: حكاية المرأة: النضال والبقاء
- “Lily Bart in The House of Mirth: A Swamp-Hatched Butterfly.” Revista Canaria de Estudios Ingleses (RCEI)
- «آفاق تكشف الأوهام النسوية» - دمشق
- إعداد وتحرير نص القصة العربية الحديثة: شهرزاد العودة، محمد شاهين. الطبعة الثانية. بالجريف ماكميلان، 2002
- مؤلف كتاب «مهارات الاتصال باللغة الإنجليزية» الأول، الذي نشرته عمادة الكلية للبحث الأكاديمي في الجامعة الأردنية
- مؤلف كتاب «مهارات الاتصال باللغة الإنجليزية» الثاني، الذي نشرته عمادة الكلية في الجامعة الأردنية
- مؤلف كتاب اللغة الإنجليزية والاتصالات: الأساسيات، التي نشرتها عمادة البحث الأكاديمي في الجامعة الأردنية
- “Carving an Identity and Forging the Frontier: The Self-Reliant Female Hero in Willa Cather’s O Pioneers.”
- "أضع نفسي أينما اخترت": The Unrepressible Power of the Drive for -الأصالة والامتياز في أربع قصص مختارة من كيت شوبان ". مجلة الدراسات الأمريكية في تركيا
- رحلة امرأة جديدة إلى الجنون: النسب والعودة في ورق الجدران الأصفر
- إبحار الفكر النسوي لدى هدى الشعراوي
- سياسة الجنس، والطبقة، والعرق في بحر سارجاسو الواسع في جين ريس".
- تحرير النسخة المترجمة من: 50 مفهوم أساسي في الدراسات الجنسانية جين بيلشر، 2008.
- «مارغريت فولر: حامل للكلمة الحية وشاهد للحقيقة».

## وفاتها
رحلت الأستاذة الدكتورة رلى قواس بتاريخ 25 يوليو 2017, إذ قام مركز دراسات المرأة بالتعاون مع الجامعة الأردنية وبحضور نخبة من القيادات الإكاديمية والطلاب بتنظيم حفل تأبين لتوديع الراحلة 